# Casa Pia A.C.
Casa Pia Atlético Clube là một câu lạc bộ thể thao đa năng của Bồ Đào Nha được thành lập vào năm 1920 và có trụ sở tại Lisbon, Bồ Đào Nha, nổi tiếng với đội bóng đá chuyên nghiệp thi đấu tại Primeira Liga. Câu lạc bộ được đặt theo tên của Casa Pia, một tổ chức từ thiện dành cho trẻ em của Bồ Đào Nha và nhiều vận động viên của câu lạc bộ đến từ tổ chức đó. Sân vận động bóng đá của đội là Pina Manique, được đặt tên để vinh danh Pina Manique, người sáng lập tổ chức từ thiện trẻ em Casa Pia. Casa Pia A.C. là một trong những câu lạc bộ Bồ Đào Nha linh hoạt nhất, đã chơi 25 môn thể thao, đã từng luyện tập bóng chày và đánh bại đội mạnh của Thuộc địa Mỹ vào ngày 4 tháng 7 năm 1923 tại sân Laranjeiras với tỷ số 25–24.
Vào ngày 18 tháng 12 năm 1921, khi Bồ Đào Nha có trận ra mắt quốc tế trước Tây Ban Nha tại Madrid, Casa Pia FC đã cung cấp cho đội hình bốn cầu thủ trong trận thua 1-3, bao gồm Cândido de Oliveira, đội trưởng của đội. Casa Pia thăng hạng từ Serie E của Terceira Divisão lên Bảng Trung tâm của Giải hạng hai Bồ Đào Nha trong mùa giải 2009–10 với tư cách là nhà vô địch. Họ lại được thăng hạng lên LigaPro vào năm 2019. Đội đã chơi lần đầu tiên sau 83 năm tại Primeira Liga vào mùa giải 2022–23.

## Cầu thủ

### Đội hình hiện tại
Tính đến ngày 31/1/2024
Ghi chú: Quốc kỳ chỉ đội tuyển quốc gia được xác định rõ trong điều lệ tư cách FIFA. Các cầu thủ có thể giữ hơn một quốc tịch ngoài FIFA.
| Số | VT | Quốc gia   | Cầu thủ                            |
| -- | -- | ---------- | ---------------------------------- |
| 1  | TM | Bồ Đào Nha | Afonso Monteiro                    |
| 2  | HV | Cameroon   | Duplexe Tchamba                    |
| 3  | HV | Bồ Đào Nha | João Nunes                         |
| 5  | HV | Bồ Đào Nha | Leonardo Lelo                      |
| 7  | TĐ | Bồ Đào Nha | Nuno Moreira                       |
| 8  | TV | Brasil     | Ângelo Neto (đội trưởng)           |
| 9  | TĐ | Bồ Đào Nha | André Lacximicant (mượn từ Braga)  |
| 10 | TĐ | Bồ Đào Nha | Rúben Lameiras                     |
| 11 | TĐ | Nhật Bản   | Yuki Soma (mượn từ Nagoya Grampus) |
| 12 | HV | Pháp       | Fahem Benaïssa-Yahia               |
| 14 | TV | Na Uy      | Kevin Krygård                      |
| 15 | HV | Cabo Verde | Fernando Varela                    |
| 16 | TV | Angola     | Beni Mukendi                       |
| 17 | TV | Bồ Đào Nha | Rafael Brito                       |

| Số | VT | Quốc gia             | Cầu thủ                            |
| -- | -- | -------------------- | ---------------------------------- |
| 18 | HV | Bồ Đào Nha           | André Geraldes                     |
| 19 | HV | Bosna và Hercegovina | Nermin Zolotić                     |
| 20 | TĐ | Bồ Đào Nha           | Kiki Silva                         |
| 21 | TV | Venezuela            | Telasco Segovia                    |
| 22 | TM | Bồ Đào Nha           | Daniel Azevedo                     |
| 23 | TĐ | Brasil               | Fernando Andrade                   |
| 30 | TĐ | Brasil               | Felippe Cardoso                    |
| 33 | TM | Bồ Đào Nha           | Ricardo Batista                    |
| 68 | TM | Brasil               | Lucas Paes                         |
| 72 | HV | Tây Ban Nha          | Gaizka Larrazabal                  |
| 77 | HV | Bồ Đào Nha           | Tiago Dias                         |
| 80 | TV | Brasil               | Pablo Roberto                      |
| 96 | TV | Bồ Đào Nha           | Samuel Justo (mượn từ Sporting CP) |
| 99 | TĐ | Brasil               | Clayton                            |